# Tricholita bisulca
Tricholita bisulca là một loài bướm đêm trong họ Noctuidae.